# Броневая (станция метро)
«Бронева́я» — проектируемая станция Петербургского метрополитена. Будет располагаться на Красносельско-Калининской (шестой) линии, между станциями «Путиловская» и «Заставская». Ввод станции в эксплуатацию запланирован на 2030—2033 гг. — по готовности выхода с неё на поверхность, до момента чего поезда будут проезжать «Броневую» транзитом (без остановки), сама же станция при этом, аналогично «Театральной», будет готова.
Работы по строительству станции обозначены как третий этап первого пускового комплекса линии.

## Наименование
3 апреля 2009 года станции присвоено наименование «Броневая».
Наименование станции связано с расположением её вестибюля вблизи железнодорожной станции Броневая, к которой примыкает Броневая улица.

## Подземные сооружения
«Броневая» — колонно-стеновая станция глубокого заложения.
Планируется станция с двумя вестибюлями: первый будет выходить на Благодатную улицу и Новоизмайловский проспект, второй — на Митрофаньевское шоссе.
Архитектурной особенностью второго вестибюля станет его очертание в виде ракушки.

## Перспективы
На станции планируется пересадка на Кольцевую линию после 2030 года.